# Manuel Calvo Hernando
Manuel Calvo Hernando (Fresnedillas de la Oliva, Madrid, 18 de noviembre de 1923 - Madrid, 16 de agosto de 2012) fue un profesor, periodista, escritor y divulgador científico español. Trabajó como redactor en el diario Ya, periódico del que llegó a ser redactor jefe y subdirector. Además, fue director de Televisión Española durante el mandato de Carlos Robles Piquer como presidente de RTVE.

## Biografía
En 1966 se le concede el ingreso en la Orden Civil de Alfonso X el Sabio
Cofundó la Asociación Iberoamericana de Periodismo Científico en 1969, junto a Arístides Bastidas.
Fundó también la Asociación Española de Periodismo Científico en 1971, hoy Asociación Española de Comunicación Científica (AECC).
Fue Secretario general de la Asociación Iberoamericana de Periodismo Científico. Presidente de Honor de la Asociación Española de Comunicación Científica y profesor en la Universidad CEU San Pablo.
A la edad de 75 años, alcanzó el título de doctor por la Universidad CEU San Pablo gracias a una tesis centrada en la relación entre el conocimiento científico y su comunicación social en beneficio del individuo y de la sociedad.
Su amplia biblioteca fue donada por su familia al Museo Nacional de Ciencia y Tecnología, que la alberga en su sede La Coruña.

## Obras
- 1949, Veraneo en orden de combate
- 1965, El periodismo científico
- 1965, Reportaje a Filipinas,
- 1967, Viaje al año 2000, Editora Nacional, Madrid (dos ediciones).
- 1967, Astronautas, Editorial Doncel, Madrid.
- 1970, Ciencia española actual, Servicio Informativo Español, Madrid. 1ª edición, 1968, 2ª edición.
- 1968, Las puertas del futuro, Patronato Juan de la Cierva, Consejo Superior de Investigaciones Científicas, Madrid.
- 1970,	Teoria e Técnica do Jornalismo Científico, Universidad de San Pablo.
- 1969,	Viaje al futuro, Editorial Pomaire, Madrid.
- 1971,	Introducción a la Tecnología, (Libro de texto para el Curso de Orientación Universitaria, C.O.U.). Ediciones Anaya, Madrid.
- 1971,	Periodismo científico, Instituto Venezolano de Investigaciones Científicas IVIC, Caracas.
- 1972,	El futuro del espacio, Editorial PPC, Madrid.
- 1973,	Las Puertas del Futuro, (Reedición del Círculo de Lectores) Barcelona.
- 1974,	Viaje al interior del cuerpo humano, Paraninfo, Madrid.
- 1976,	La vida en el año 2000, Editorial Doncel, Madrid
- 1976,	En busca de otros mundos, Ultramar Editorial, Madrid.
- 1992,	Periodismo científico, Paraninfo, Madrid. 1ª edic. 1977; 2ª Prólogo de Pedro Laín Entralgo.
- 1980,	Las utopías del progreso, Guadarrama, Madrid.
- 1980,	La crisis de la tecnología, Bruguera, Barcelona.
- 1982,	Civilización tecnológica e información, Mitre, Barcelona, .
- 1987,	Periodistas para el tercer milenio, Fundación Universitaria CEU San Pablo, Valencia.
- 1990,	Ciencia y periodismo, CEFI, Barcelona.
- 1991,	Ciencia y comunicación, (Compilador). Revista “Arbor”, Madrid, noviembre diciembre.
- 1995,	La ciencia en el tercer milenio, McGraw/Hill, Madrid. Prólogo de Federico Mayor Zaragoza.
- 1996,	La ciencia es cosa de hombres (Homo sapiens), Premio Casa de las Ciencias de La Coruña. Prólogo de Domingo García- abell. Celeste Ediciones, Madrid.
- 1997,	Manual de periodismo científico, Editorial Bosch, Barcelona.
- 1999,	El nuevo periodismo de la ciencia, CIESPAL, Quito.
- 2003,	Divulgación y periodismo científico: entre la claridad y la exactitud, Colección “Divulgación para Divulgadores”. Dirección General de Divulgación de la Ciencia, Universidad Nacional Autónoma de México, México D.F.
- 2004,	Diccionario de términos usuales en el periodismo científico, Instituto Politécnico Nacional, México.
- 2005,	Periodismo científico y divulgación de la ciencia, ACTA CEDRO.
- 2006,	La ciencia como material informativo. Relaciones entre el conocimiento y la comunicación, en beneficio del individuo y de la sociedad, Ciemat, Madrid, (Tesis doctoral).
- 2006,	Arte y ciencia de divulgar el conocimiento,  Ciespal, Quito